# Secret Mother
Secret Mother (시크릿 마더?, Sikeurit madeoLR) è un drama coreano del 2018, scritto da Hwang Ye-jin e diretto da Park Yong-soon.

## Trama
Dopo la morte della sua bambina, Kim Yoon-jin ha lasciato il proprio lavoro di psichiatra e si è completamente dedicata all'altro suo figlio, per il quale desidera l'ammissione in una prestigiosa università. L'investigatore Ha Jung-wan tuttavia dubita che la figlia della donna sia realmente morta, e cerca di fare luce sull'accaduto; nel frattempo, nella vita di Yoon-jin appare una persona misteriosa, Kim Eun-young.